# Orchestra Sinfonica di New York
L'Orchestra Sinfonica di New York (In inglese: New York Symphony Orchestra), fu fondata come New York Symphony Society a New York City da Leopold Damrosch nel 1878. Per molti anni è stata una feroce rivale della più vecchia Philharmonic Symphony Society di New York (New York Philharmonic). Era sostenuta da Andrew Carnegie che costruì la Carnegie Hall (aperta nel 1891) appositamente per l'orchestra. L'Orchestra Sinfonica era conosciuta per l'esecuzione di opere francesi e russe in modo più colorato della Filarmonica, che eccelleva nel repertorio tedesco.
Alla sua morte nel 1885, Leopoldo Damrosch fu sostituito come direttore musicale dal figlio Walter Damrosch.
Nel 1903, nel corso di una riorganizzazione, fu rinominata l'Orchestra Sinfonica di New York, e le sue prime registrazioni furono effettuate in quell'anno come "Damrosch Orchestra" per la Columbia Records (di cui solo una fu emessa commercialmente, il preludio della Carmen di Georges Bizet). Nel 1920 divenne la prima orchestra americana a girare l'Europa, e le trasmissioni radio dei suoi concerti iniziò nel 1923. Nel 1928, l'orchestra si fuse con la Società Filarmonica di New York per formare la Società Filarmonica-Sinfonica di New York, più tardi Filarmonica di New York .

## Nella cultura di massa
"L'Orchestra Sinfonica di New York" è il nome immaginario dell'orchestra nella serie televisiva Mozart in the Jungle.